# Салимова, Екатерина Ралифовна
Екатерина Ралифовна Салимова (род. 2 апреля 1982 года) - российская ватерполистка.

## Карьера
Выступала за команду «Уралочка-ЗМЗ» (Златоуст). Чемпионка России (2002). Серебряный (2004-2008) и бронзовый (2003) призёр чемпионатов России.
В сборной команде России с 2001 года. Бронзовый призёр чемпионата мира (2003). Бронзовый призёр чемпионатов Европы (2001, 2003). 
Участница Олимпиады 2004 года.

## Образование
Окончила Южно-Уральский государственный университет.